# The Suicide Kings
The Suicide Kings sind eine Streetpunk-Band aus Südhessen.

## Bandgeschichte
The Suicide Kings wurden Anfang 2005 von Rüdiger, Sascha und Tober unter dem Namen „Blacklight Avenue“ gegründet. Von Anfang an war es das Ziel der Band, nur eigene Songs zu schreiben und ziemlich bald wurde ein erstes Demo aufgenommen. Mit den Demoaufnahmen machte sich die Band auf die Suche nach einem Label, mit KB-Records wurde dann der erste Plattenvertrag unterzeichnet. Vorher wurde allerdings der Bandname geändert, da man nicht mit der finnischen Band Sunrise Avenue verwechselt werden wollte. Die Band entschied sich für The Suicide Kings. Der Bandname geht zurück auf den US-amerikanischen Thriller „Suicide Kings“ von Peter O’Fallon von 1997. Im Mai 2008 wurde das erste Album Devil May Care über KB-Records veröffentlicht, auf welchem auch Pascal von der Band KrawallBrüder bei dem Song All My Memories als Gastsänger zu hören ist. Nach dem Release folgten Auftritte in ganz Deutschland.
Nach einer kleinen Tour quer durch Deutschland und Österreich Ende 2008 begann die Band mit dem Songwriting für ein neues Album und es wurden mehr und mehr Festivalshows und Clubkonzerte gespielt unter anderem als Support für Bands wie Dritte Wahl, Troopers, Loikaemie, Gob Squad, The Accidents und Discipline. Im September/Oktober 2009 wurde das zweite Album aufgenommen und unter dem Namen Rule the Apocalypse veröffentlicht. Nach dem Release hat Gitarrist Sascha die Band verlassen, ab diesem Zeitpunkt machte die Band mit nur einem Gitarristen weiter.
Im April 2011 erschien dann mit Menticide das dritte Album. Nun wurden auch erstmals größere Medien aufmerksam, die Reviews sprachen eindeutig für die Band. Magazine wie das Rock Hard vergaben 7,5 von 10 Punkten mit dem Fazit "Daumen hoch". Zu den Höhepunkten in diesem Jahr zählten vor allem Festivals wie das Traffic Jam oder Steinbrücker Teich Open Air.
Ende 2012 stieg Schlagzeuger Markus aus persönlichen und beruflichen Gründen aus der Band aus und der ursprüngliche Schlagzeuger Chris ist seitdem wieder fester Teil der Besetzung. Die Band beendete ihre Zusammenarbeit mit KB-Records und unterzeichnete im Februar 2013 einen Vertrag bei dem Label IMM-Records, über das am 13. Dezember 2013 ihr viertes Studioalbum Generation Suicide erschien, beim Titelsong ist Thrash-Metal Urgestein Gerre von Tankard als Gastsänger mit an Bord.

## Stil
Die Band vereint in ihrer Musik Elemente aus den Genres Streetpunk und Metal sowie Einflüsse aus dem Hardcore Punk. Die Musik enthält sowohl melodische Passagen und Singalongs, als auch härtere, am Thrash Metal orientierte Passagen. Als Vergleiche wurden Böhse Onkelz, Motörhead, Discipline, KrawallBrüder sowie Cock Sparrer genannt.

## Diskografie

### Alben
- 23. Mai 2008: Devil May Care (Album, KB-Records)
- 21. Dezember 2009: Rule the Apocalypse (Album, KB-Records)
- 1. April 2011: Menticide (Album, KB-Records)
- 13. Dezember 2013: Generation Suicide (Album, IMM-Records)

### Singles
- 2008: Rebound/All My Memories (7’’, KB-Records)